# Тере-Хольський кожуун
Тере-Хольський кожуун (тив.: Бай-Тайга кожуун) — район республіки Тива Російської Федерації. Центр — село Кунгуртуг.
Тере-Хольський кожуун був утворений 23 травня 2002 року. Є найвіддаленішим та найважкодоступнішим районом Тиви, розташований на південному сході республіки. Межує з Каа-Хемським та Ерзинським кожуунами, на півдні кордон з Монголією.

## Адміністративний поділ та населення

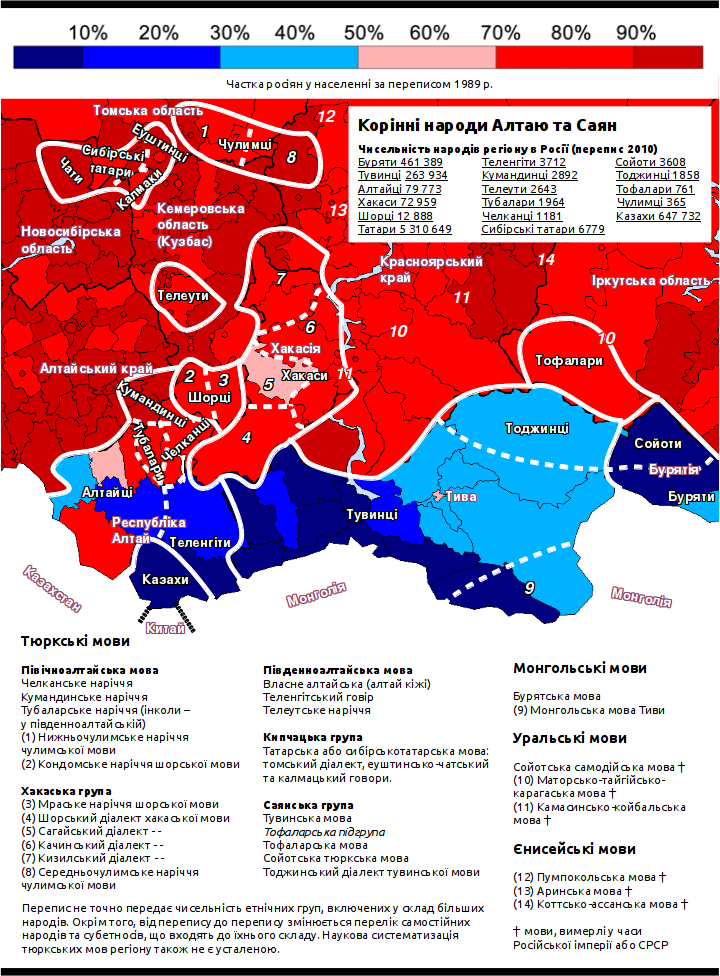
Тере-Хольський кожуун належить до монголомовного регіону Тиви

Все населення є сільським, щільність заселення нижча, ніж в середньому по республіці. Станом на 1 січня 2009 року чисельність населення становила 1852 людини, при цьому 99,9% — тувинці, в основному — монголомовні.
Основне населення проживає у селі Кунгуртуг.
До складу кожууна входить 4 сумона:
| Сільське поселення | Населення на 1 січня 2009 | % від заг. чис |
| ------------------ | ------------------------- | -------------- |
| Шинаа              | 1637                      | 76,2           |
| Карги              | 165                       | 10,1           |
| Баликтиг           | 80                        | 4,5            |
| Емі                | 176                       | 9,4            |

## Природні ресурси
Тере-Хольський кожуун має значні запаси корисних копалин, мінеральні джерела, пушнини, ягід, лісів, грибів, лікарських трав.

## Клімат
За природно-кліматичними умовами та віддаленістю від розвинутих економічних центрів кожуун відноситься до районів крайньої Півночі. Клімат різко континентальний, характеризується низькими температурами, тривалою зимою, середня температура взимку −35 градусів, сніговий покрив 30-60 см, влітку середня температура +20. Найвітряніший період спостерігається весною, швидкість вітру досягає 15-20 метрів на секунду. Амплітуда абсолютних температур повітря складає в середньому 83,7 градусів. Літо настає наприкінці травня і триває 85 днів. Середня температура липня +18 градусів, максимальна +30 градусів. Заморозків протягом літа не спостерігається.

## Гідрологія
Територією Тере-Хольського кожууна протікають кілька річок, початок яких на південних схилах хребта Західний Чагиртай та впадають у річку Баликтиг. Найбільші з них Карги, Баликтиг, Південний Емі, Сариг-Ер. Окрім того невеликі річки Кунгуртуг, Балчирганак впадають в озеро Тере-Холь. Режим річок визначається континентальністю клімату та гірським характером рельєфу. 70-80% річного стоку річки отримають за рахунок весняно-літнього танення снігового покриву у середньо гірському поясі (весняно-літня повінь) а також за рахунок танення мерзлоти та літніх опадів, які викликають в окремі роки паводки.

## Корисні копалини
У селі Емі добувають золото, також біля джерела річки Баликтиг розвідано нове, але воно поки не розробляється. У районі сумона Карги відкрито родовище алюмінію, є запаси глини, яка придатна для виробництва цегли. Є значні родовища мінеральних вод, як гаряча мінеральна вода Тарис та радонові джерела з максимальною температурою гарячої мінеральної води Тарис +48 градусів. Води допомагають при лікуванні ряду захворювань, як нирок, остеохондроза, від захворювань шлунково-кишкового тракту, пневмонії, від захворювань опорно-рухової системи а також сприяє покращенню обміну речовин та кровообігу.